# دادگاه تحقیق
در برخی کشورها با نظام حقوقی کامن لا، دادگاه‌های تحقیق (انگلیسی: public inquiry) به بررسی رسمی رویدادها یا اقدامات دستگاه‌های دولتی می‌پردازند. شهروندان علاقه‌مند می‌توانند در این دادگاه‌ها شرکت کنند و شواهد خود را ارائه کنند. دادگاه تحقیق معمولاً در پی رویدادهایی تشکیل می‌شوند که باعث درگذشت چندین فرد شده باشند، مثلاً حوادث حمل‌ونقل عمومی یا کشتار جمعی.  گروه ذی‌نفوذ و احزاب اپوزیسیون هم ممکن است در مواردی غیر از اینها درخواست تشکیل دادگاه تحقیق بدهند. نتیجهٔ دادگاه به شکل گزارشی مکتوب به اطلاع دولت می‌رسد و پس از مدت کوتاهی در نشریات چاپ خواهد شد.